# Stefano Tilli
Stefano Tilli (Orvieto, 22 agosto 1962) è un ex velocista italiano, campione europeo indoor dei 60 metri piani a Budapest 1983.
È stato per due anni il detentore del record mondiale dei 200 metri piani indoor con il tempo 20"52, stabilito a Torino il 21 febbraio 1985, ancora oggi record italiano.

## Biografia
Inizia l'attività nel 1980 con la Polisportiva Kronos di Roma e successivamente con la società AAA Ostia, allenato da Fabrizio Lepore. L'anno successivo vince i 60 metri piani ai campionati italiani juniores indoor con il tempo di 6"92. Si affaccia alla ribalta dell'atletica internazionale nel 1983, anno in cui vince con la nazionale italiana la medaglia d'oro nei 60 m ai campionati europei indoor e la medaglia d'argento ai campionati mondiali ad Helsinki nella staffetta 4×100 metri. Il tempo di 38 secondi e 37 centesimi resistette come record italiano fino al 1º agosto 2010.
La sua lunga carriera è stata costellata di successi a livello europeo, mancano tuttavia finali olimpiche o mondiali individuali. Del resto prima di Marcell Jacobs a Tokyo 2020, nessun italiano era mai giunto in finale nei 100 m piani ai Giochi olimpici, nemmeno Pietro Mennea e Livio Berruti che vinsero invece nei 200 m, mentre Pierfrancesco Pavoni fu finalista ai campionati mondiali di Roma nel 1987, sia nei 100 che nei 200 m piani, e Filippo Tortu fu finalista ai campionati mondiali di Doha nel 2019 nei 100 m piani.
Si è ritirato dall'attività agonistica nel 2000, dopo i Giochi olimpici di Sydney.
È stato a lungo compagno, nonché allenatore, della velocista giamaicana Merlene Ottey.

## Record nazionali
Seniores
- 200 metri piani indoor: 20"52 ( Torino, 21 febbraio 1985)[3]
- Staffetta 4×200 metri: 1'21"10 ( Cagliari, 29 settembre 1983) (Stefano Tilli, Carlo Simionato, Giovanni Bongiorni, Pietro Mennea)
- Staffetta 4×200 metri indoor: 1'22"32 ( Torino, 11 febbraio 1984) (Pierfrancesco Pavoni, Stefano Tilli, Giovanni Bongiorni, Carlo Simionato)[4]

Master
- 100 metri piani M35: 10"20 (+0,3 m/s) ( Budapest, 19 agosto 1998)
- 100 metri piani M40: 10"53 (+1,2 m/s) ( Viareggio, 20 luglio 2002)

Promesse (under 23)
- 200 metri piani indoor: 20"81 ( Torino, 23 febbraio 1984)

## Palmarès
| Anno | Manifestazione          | Sede        | Evento      | Risultato        | Prestazione | Note                          |
| ---- | ----------------------- | ----------- | ----------- | ---------------- | ----------- | ----------------------------- |
| 1983 | Europei indoor          | Budapest    | 60 m piani  | Oro              | 6"63        |                               |
| 1983 | Mondiali                | Helsinki    | 4×100 m     | Argento          | 38"37       | Record nazionale              |
| 1983 | Giochi del Mediterraneo | Casablanca  | 100 m piani | Bronzo           | 10"29       |                               |
| 1983 | Giochi del Mediterraneo | Casablanca  | 4×100 m     | Oro              | 38"76       |                               |
| 1984 | Giochi olimpici         | Los Angeles | 100 m piani | Semifinale       | 10"55       |                               |
| 1984 | Giochi olimpici         | Los Angeles | 200 m piani | Semifinale       | 20"72       |                               |
| 1984 | Giochi olimpici         | Los Angeles | 4×100 m     | 4º               | 38"87       |                               |
| 1985 | Europei indoor          | Il Pireo    | 200 m piani | Oro              | 20"77       |                               |
| 1986 | Europei                 | Stoccarda   | 4×100 m     | 5º               | 38"86       |                               |
| 1987 | Mondiali                | Roma        | 200 m piani | Semifinale       | 20"86       |                               |
| 1987 | Giochi del Mediterraneo | Laodicea    | 100 m piani | Oro              | 10"41       |                               |
| 1987 | Giochi del Mediterraneo | Laodicea    | 200 m piani | Oro              | 20"76       |                               |
| 1987 | Giochi del Mediterraneo | Laodicea    | 4×100 m     | Oro              | 39"67       |                               |
| 1988 | Giochi olimpici         | Seul        | 200 m piani | Semifinale       | 20"59       |                               |
| 1988 | Giochi olimpici         | Seul        | 4×100 m     | 5º               | 38"54       |                               |
| 1990 | Europei                 | Spalato     | 200 m piani | 4º               | 20"66       |                               |
| 1990 | Europei                 | Spalato     | 4×100 m     | Bronzo           | 38"39       |                               |
| 1991 | Giochi del Mediterraneo | Atene       | 200 m piani | Oro              | 20"73       |                               |
| 1991 | Mondiali                | Tokyo       | 200 m piani | Quarti di finale | 20"92       |                               |
| 1991 | Mondiali                | Tokyo       | 4×100 m     | 5º               | 38"52       |                               |
| 1996 | Giochi olimpici         | Atlanta     | 100 m piani | Batteria         | 10"38       |                               |
| 1997 | Mondiali                | Atene       | 100 m piani | Quarti di finale | 10"36       |                               |
| 1998 | Europei                 | Budapest    | 100 m piani | 4º               | 10"20       |                               |
| 1999 | Mondiali                | Siviglia    | 100 m piani | Quarti di finale | 10"26       |                               |
| 2000 | Europei indoor          | Gand        | 60 m piani  | 4º               | 6"59        | Miglior prestazione personale |
| 2000 | Giochi olimpici         | Sydney      | 100 m piani | Quarti di finale | 10"27       |                               |

## Campionati nazionali
1987
- Oro ai campionati italiani assoluti indoor, 200 m piani - 20"62

## Altre competizioni internazionali
1985
- 5º in Coppa del mondo ( Canberra), 4×100 m - 38"76

1989
- Argento in Coppa Europa ( Gateshead), 200 m piani - 20"66
- 4º in Coppa del mondo ( Barcellona), 200 m piani - 20"41

1991
- Bronzo in Coppa Europa ( Francoforte sul Meno), 200 m piani - 20"79

1999
- Argento in Coppa Europa ( Parigi), 100 m piani - 10"32